# Cẩm Thanh
Cẩm Thanh là một xã thuộc thành phố Hội An, tỉnh Quảng Nam, Việt Nam.

## Địa lý
Xã Cẩm Thanh nằm ở phía đông nam thành phố Hội An, có vị trí địa lý:
- Phía đông và phía bắc giáp phường Cửa Đại bởi sông Ba Chươm
- Phía tây giáp phường Cẩm Châu bởi sông Đò
- Phía nam giáp thị xã Duy Xuyên bởi hạ lưu sông Thu Bồn

Xã Cẩm Thanh có diện tích 9,46 km², dân số năm 2019 là 9.452 người, mật độ dân số đạt 999 người/km².

## Hành chính
Xã Cẩm Thanh được chia thành 8 thôn: Thanh Tam, Vạn Lăng, Thanh Nhứt, Thanh Nhì, Thanh Đông, Võng Nhi